# Лялинская Рассоха
Лялинская Рассоха — река в России, протекает в городском округе Карпинск Свердловской области. Устье реки находится в 37 км по левому берегу реки Кырья. Длина реки составляет 10 км.
Река берёт начало на границе с Новолялинским районом неподалёку от границы с Пермским краем и в 25 к западу от посёлка Павда. Исток находится в горах Среднего Урала к северу от вершины Лялинский Камень (851 м НУМ) на водоразделе бассейнов Волги и Оби (рядом берёт начало река Ляля). Течёт главным образом в север-западном направлении. Всё течение проходит по ненаселённой местности среди гор и холмов, покрытых елово-пихтовой тайгой. Приток — Нартичная (левый). Характер течения — горный.

## Данные водного реестра
По данным государственного водного реестра России относится к Камскому бассейновому округу, водохозяйственный участок реки — Косьва от истока до Широковского гидроузла, речной подбассейн реки — бассейны притоков Камы до впадения Белой. Речной бассейн реки — Кама.
Код объекта в государственном водном реестре — 10010100312111100008485.